# Тульская областная филармония
Ту́льская областна́я филармо́ния — государственное учреждение культуры, расположенное в историческом центре города Тулы. Носит имя народного артиста РСФСР И. А. Михайловского.

## Здания
Здание по проспекту Ленина, которое ныне занимает филармония, — памятник архитектуры начала XX века. Построено по проекту известного московского архитектора И. А. Иванова-Шица, который применил наиболее модную в то время архитектурную форму эклектики — сочетал приёмы неоклассицизма и модерна.
Первоначально оно строилось для Тульского Дворянского клуба, было открыто 14 октября 1912 года в ознаменование 100-летней годовщины Отечественной войны 1812 года и являлось собственно Дворянским клубом до 1918 года. Также в здании была библиотека. После революции её коллекция вошла в состав Тульской городской библиотеки, находившейся в этом здании до конца 30-х годов XX века.
В процессе строительства было принято решение о возведении сценической коробки, что позволило впоследствии использовать клубное здание в качестве театрального. После 1918 года зданием распоряжался Пролеткульт, театральный зал передавался в аренду различным антрепренёрам, нанимавшим театральные труппы, в связи с чем клуб получил название Новый театр. С 1925 года здание было передано Тульскому драматическому театру, которое он занимал до 1971 года. С начала 70-х годов в здании находится Тульская областная филармония.
В 2013 году по распоряжению Правительства Тульской области в ведение филармонии был передан также дом Дворянского собрания, где с 2015 года, после завершения масштабных ремонтно-реставрационных работ, проходят различные мероприятия и концерты.

## История
История многих российских филармоний началась в 1930-е годы, когда начали переформировываться концертные агентства и бюро, которые появились ещё во времена НЭПа. В 1937 году в Туле начало также работать концертное бюро — родоначальник нынешней областной филармонии. Первый сезон открывали концерты пианиста Якова Флиера и замечательного дуэта Владимира Коралли и Клавдии Шульженко.
В годы войны при Тульском концертном бюро была собрана концертная бригада из оставшихся в городе артистов, которые выступали с концертами в прифронтовой полосе, в госпиталях, воинских частях.
1940-е годы отмечены формированием первого филармонического коллектива. Им стал Тульский государственный хор, история которого началась с 1943 г., когда в Туле при отделе искусств облисполкома был организован хор русской народной песни. В 1944 г. на его основе возник профессиональный академический коллектив (рук. В. С. Успенский); в 1945 г. он стал именоваться хором Тульской областной филармонии, а вскоре — Тульским государственным хором.
1950-е годы. В 1952 г. в Тульскую филармонию на работу приезжает выпускник Московской консерватории, талантливый дирижёр Иосиф Михайловский. Более сорока лет он руководил Тульским государственным хором и отдал ему всю свою творческую жизнь, прославив этот коллектив на всю страну. В 1957 г. Тульский хор стал лауреатом Всесоюзного фестиваля в Москве. В этом же году И. А. Михайловского назначают директором, художественным руководителем Филармонии. За годы руководства этим уникальным человеком Тульская филармония стала одной из самых известных в СССР, все знаменитости той эпохи побывали в Туле на гастролях, а самого Иосифа Михайловского можно назвать филармонической легендой. Он неоднократно отвергал предложения возглавить московские культурные учреждения и коллективы и проработал в Туле около 50 лет, до 1996 г. В 2000 г. Тульской областной филармонии присвоено имя И. А. Михайловского. Также в 50-е гг. от тульской филармонии начал работать цыганский фольклорный ансамбль под руководством С. Османова, который получил широкую известность. в коллективе работали лучшие цыганские исполнители того времени.
В 1960-е годы на работу в филармонию пришли: С. Пудовочкина (дирижёр хора); музыковед Л. Бондаренко, концертмейстеры Т. Мелиоранская и Б. Беляев.
Среди коллективов, сформированных в Тульской филармонии в 60-х гг., можно назвать: ВИА «Электрон» (А. Куценко, В. Андреев, А. Фиалковский); джаз-оркестр под управлением известного в стране музыканта, ныне джазовой легенды Анатолия Кролла, с которым солировали ставшие популярными в СССР — Валентина Пономарёва, Вадим Мулерман, Владимир Макаров; ансамбль цыганской песни «Чёрный жемчуг» п/у И. Портаненко (солистки Александра Ибрагимова, Алла Ибрагимова). В Тульской областной филармонии, начал свою трудовую деятельность Вилли Токарев. Он был контрабасистом молодёжного джаз-оркестра под руководством знаменитого дирижёра Анатолия Кролла. С оригинальным номером с куклой (вентрология) в концертах у А. Кролла выступала Э. Потапова, закончившая свою карьеру в начале 90-х гг.
В начале 1970-х годов на работу в Тульскую областную филармонию пришли артисты разговорного жанра В. Остапенко и И. Поляков. Этот яркий дуэт в жанре «парного конферанса» на протяжении своей почти 40-летней истории работал в различных коллективах Филармонии («Красные маки», «Лейся, песня», «Ритмы планеты», «Электрон»).
В 1976 г. возникает ансамбль «Красные маки», достигший всесоюзной популярности, выезжавший на зарубежные гастроли и в разные годы аккумулировавший в своём составе артистов, начавших впоследствии карьеру в других известных коллективах или самостоятельно (А. Хаславский, В. Чуменко, Р. Горобец, А. Хоралов, П. Жагун, Ю. Чернавский, С. Сархан, В. Пономаренко, Г. Жарков (ВИА «Пламя»), А. Лосев (ВИА «Цветы»), А. Веселов (ВИА «Верные друзья»), В. Заседателев, Девлет-Кильдеев, звукорежиссёр А. Кальянов и другие). Пластинки «Красных маков» выпускались огромными тиражами.
Ансамбль «Лейся, песня», вошедший в историю советской эстрады, с 1978 по 1982 гг., работал в Тульской филармонии под управлением М. Шуфутинского. В это время коллективом ВИА «Лейся, песня» были впервые исполнены и записаны на Всесоюзной студии грамзаписи (ВСГ) «Мелодия» ставшие популярными в СССР песни: «Обручальное кольцо» (муз. В. Шаинский — сл. М. Рябинин); «Родная земля» (муз. В. Добрынин — сл. Л. Дербенёв); «Где же ты была?» (муз. В. Добрынин — сл. Л. Дербенёв); «Вечер» (муз. В. Добрынин — сл. А. Хайт); «Вот увидишь» (муз. В. Добрынин — сл. И. Шаферан); «Шире круг» (муз. В. Добрынин — сл. Л. Дербенёв) и многие другие. Песня «Шире круг» была написана специально для одноимённой музыкальной программы Центрального телевидения СССР — Ольги Борисовны Молчановой — «ШИРЕ КРУГ» 1979 год. В 1978 году ВИА «Лейся, песня» под руководством Михаила Шуфутинского становится «Лауреатом I-й премии II-го Всероссийского конкурса исполнителей советской песни Сочи-78». Состав ВИА «Лейся, песня», ставший обладателем I-й премии: Художественный руководитель — Михаил Шуфутинский; Артисты: Юрий Захаров, Владимир Калмыков, Владислав Андрианов, Владимир Ефименко, Марина Школьник, Анатолий Мешаев, Борис Платонов, Максим Капитановский, Юрий Иванов, Валентин Мастиков, Виктор Горбунов. Работая в Тульской областной филармонии вокально-инструментальный ансамбль «Лейся, песня» становится всенародно любимым.
В конце 1970-х в Филармонию приходят работать Л. Абрамов (бас), В. Гусев (баритон), А. Мисерева (сопрано), А. Судин (баритон), мастера художественного слова В. Корнилин, В. Успенский, концертмейстеры Ж. Залиева, В. Стулов, Ю. Голубев. В составе ансамбля «Фанты» в конце 70-х в Филармонии работал Игорь Тальков. В этот же период в Туле начал работать ансамбль танца «Ритмы планеты» под управлением Б. Санкина. Ансамбль получил международное признание.
1980-е годы были отмечены активным расцветом творчества. В 1980 г. работу в Филармонии начали Г. Шеверёв (бас), Т. Филина-Шеверёва (сопрано) и Н. Перекопский (тенор); в 1981 г. — пианист Я. Соловьёв, музыковед М. Иванова; в 1984 г. — В. Сладков (баритон) и Т. Сладкова (сопрано); в 1995 г. пианистка М. Циммерман; в 1987 г. — Л. Деева (сопрано); в 1988 г. — Е. Романова (меццо-сопрано). Прошли первые заграничные гастрольные поездки артистов лекторийного (концертного) отдела (в Польшу — 1984-85 гг.).
В эти же годы в Тульской филармонии были созданы и работали известные в России коллективы и артисты: в 1981 г. — группа «Карнавал» (В. Кузьмин, А. Барыкин, Б. Выпов); в 1983 г. — ансамбль «Интервью» (А. Захаров — гитара, Ю. Гаврилов — бас-гитара, В. Козиненко — ударные, А. Чернышов — клавиши, В. Сорокин - вокал); в 1986 г. — группа «Салют» под управлением Сени Сона (Семён Канада) (солисты: В. Легкоступова, В. Сорокин); в 1989 г. — группа «Блеф» (рук. Л. Гревнов). В 1986 г. в Филармонии создан ансамбль «Левша» под руководством В. Пономаренко, который также руководил и ансамблем «Иван-да-Марья». В начале 80-х гг. в составе ансамбля «Калейдоскоп» работал солистом известный «песняр» Л. Борткевич. На танцевальных площадках города работали известные молодёжные группы: "Экзерсис" (танцплощадка парка Дворца Культуры "Металлургов"), "Целотон" (танцплощадка Центрального Парка г. Тулы, ДК "Профсоюзов"), "Вдохновение" (Дворец Культуры "ТулаМашЗавода", танцплощадка Комсомольского Парка), "Фанты".
Плодотворную деятельность в эти годы (и ранее) ведёт камерный оркестр Филармонии «Ричеркар» под руководством виолончелиста В. Подгайнова (Долгорукого) и дирижёра Ю. Николаевского.
1990-е годы — время создания многих новых коллективов. Многие инициативы этих лет связаны с именем Генриха Самойловича Гиндеса (художественный руководитель Филармонии с 1993 по 2003 г.). Из студенческого коллектива музыкального училища был образован оркестр русских народных инструментов (ныне оркестр «Тула» под руководством з.р.к. РФ С. Саксина, дирижёр В. Аленичев). В 1994 г. возник ансамбль «Светоч» под руководством Г. Августиновича. В 1995 г. — статус филармонического обретает духовой оркестр под руководством П. Балина; в 1998 г. — ансамбль скрипачей (под руководством з.р.к. РФ А. Труновой и Н. Львовой); в 1999 г. был создан ансамбль «Легенда» под руководством В. Подалёва. С 1998 г. берёт начало фольклорное направление — начинают работать ансамбли: «Услада» под руководством М. Федосеевой и «Ладушки» под руководством Е. Рудневой. В 1999 г. родилась Детская филармония (худ. рук. Е. Руднева). После многолетнего застоя оживляется гастрольная деятельность, в том числе за рубеж. География гастролей весьма обширна: это и соседние Орёл, Калуга, Курск, и юг России (Белгород, Краснодар, Ростов), и культурные столицы — Москва и Санкт-Петербург — и Украина (Полтава, Сорочинцы). В 1993 г. в концертный отдел приходит концертмейстер М.Воронина(Краюшкина). В эстрадный отдел Филармонии приходят певцы: Н. Салькова, М. Гришин, С. Лукьянчиков, О. Мантуленко. В эти же годы приглашён на работу режиссёр з. д.и. РФ И. Москалёв. В Филармонии продолжает работать камерный оркестр «Cantus-Firmus» под руководством Л. Хургина (Москва).
В 1996 г. создаётся Оперная студия (художественный руководитель — И. А. Михайловский). Под его руководством рождаются концертные постановки опер: «Евгений Онегин» П. Чайковского и «Русалка» А. Даргомыжского. Впоследствии творческим составом студии осуществлён ряд постановок опер русских и зарубежных композиторов («Царская невеста», «Снегурочка», «Борис Годунов», «Руслан и Людмила», «Алеко», «Фауст», «Севильский цирюльник» и др.)
В 1996 г. большой группе артистов Филармонии присвоены почётные звания. Заслуженными артистами РФ стали: В. Коробков, А. Куценко, Я. Нускольтер, А. Сёмин, С. Пудовочкина, В. Сладков, А. Фиалковский, Г. Шеверёв.
В 2003 г. к руководству Филармонией приходит Николай Дмитриевич Сальков. В 2004 г. артисты Филармонии (анс. «Услада») в составе правительственной делегации едут во Францию (Канны). Концертный и эстрадный составы Филармонии продолжают пополняться новыми именами: А. Шинкевич, С. Зайцев, В. Клишина, Л. Жутова, М. Бодрова, С. Сусленков, Д. Безрукавая, С. Шпагина, Е. Василенко, О. Числова, И. Каменских, Л. Алексеенко, А. Романов, Е. Сладкова, Т. Дёмина. Оперной студией (рук. л.м.к. Л. Деева) осуществлены концертные постановки опер «Фауст» Ш. Гуно, «Севильский цирюльник» Дж. Россини (режиссёр Л. Арзуньян). Был создан камерный оркестр под руководством з.а. РФ Я. Соловьёва. Созданы ансамбли «Глория» (под руководством С. Пудовочкиной), «Дуэт» (Н. Львова, А. Симоновский). Начали работать детский театр «Орфей» под управлением Л. Шереш, хореографические ансамбли «Беби-данс-шоу» под руководством С. Асташиной, «Визави» под руководством И. Ерёминой. Губернаторский духовой оркестр (гл. дирижёр з.а. РФ П. Балин, дирижёр Р. Абрамов) активно участвует в Международных фестивалях духовой музыки (Ярославль, Брянск, Чернигов, Тамбов). Создано инструментальное Dolce-трио под руководством виолончелиста л.м.к. В. Белоусова. В 2000-х годах лауреатами различный конкурсов и фестивалей становились солисты: М. Гришин, Я. Соловьёв, В. Райкина, В. Сладков, М. Воронина, Г. Некрасова, Г. Шеверёв; и коллективы: ансамбль «Легенда», брасс-секстет «5+1», ансамбль «Услада», Губернаторский духовой оркестр, ансамбль «Глория»; коллективы и солисты Детской филармонии.
В 2012 г. Филармонию возглавила Елена Юрьевна Руднева. Коллектив во главе с новым руководством. В 2015 году после капитального ремонта открылся полностью обновлённый зал филармонии.

## Исполнители

### Коллективы
- Тульский филармонический симфонический оркестр
- Тульский государственный хор
- Губернаторский духовой оркестр
- Оркестр русских народных инструментов «Тула»
- Оперная студия
- Ансамбль «Dolce-трио»
- Ансамбль скрипачей
- Музыкальный коллектив/группа "Целотон" (руководитель Пархоменко Валентин). Последний состав группы: Валентин Пархоменко - руководитель, аранжировки, клавишные; Антонина Пархоменко - вокал; Лев Коновалов - флейта, саксофон, бонго; Игорь Киселёв - ритм-гитара, лидер-вокал, банджо /позже работал вокалистом в коллективе "Вдохновение" Отдела Музыкальных Ансамблей (ОМА) Тульской Областной Филармонии, ещё позже вокалистом и гитаристом в коллективе "Поют Гитары" (известные песни: "Аты-баты шли солдаты", "Прекрасное далёко" и другие) организации "МосКонцерт", руководитель Валерий Муратов/; Сергей Гаськов - соло-гитара, вокал; Владимир Новиков (позже работали Владимир Ильичёв, Вадим Зайцев) - бас-гитара; Александр Морозов - ударные.
- Музыкальный коллектив/группа "Вдохновение" (руководитель Анатолий Власов). Последний состав группы: Анатолий Власов - руководитель коллектива, гитара, вокал; Виктор Горбунов - гитара; Игорь Киселёв - лидер-вокал, гитара /позже работал вокалистом и гитаристом в коллективе "Поют Гитары" (известные песни: "Аты-баты шли солдаты", "Прекрасное далёко" и другие) организации "МосКонцерт", руководитель Валерий Муратов/; Алексей Тафтай - клавишные; Евгений Евсеев - ударные; Тарасов Сергей - бас-гитара.
- Музыкальный коллектив/группа "Экзерсис" (руководитель Сергей Уткин). Последний состав группы: Сергей Уткин - руководитель коллектива, аранжировка, клавишные #1; Андрей Журавлёв - клавишные #2; Сергей Лазарев - соло-гитара, гитара; Александр Дунаев - лидер-вокал; Владимир Ильичёв - бас-гитара.
- Музыкальный коллектив/группа "Фанты"
- Музыкальный коллектив/группа "Фаэтон"
- Фольклорный ансамбль «Услада»[7][8]
- Мужской вокальный ансамбль «Светоч»
- Ансамбль «Легенда»
- Инструментальный дуэт
- Женский вокальный ансамбль «Глория»
- Ансамбль «Левша»
- Хореографический ансамбль «Визави»
- Ансамбль солистов
- Брасс-ансамбль
- Вокальный ансамбль «Дежа вю»

### Солисты
- Заслуженный артист РФ Яков Нускольтер
- Заслуженная артистка РФ Елена Романова
- Заслуженный артист РФ Вячеслав Сладков
- Заслуженный артист РФ Яков Соловьёв
- Заслуженный артист РФ Геннадий Шеверев
- Лауреат Всероссийского и Международного конкурса Леонид Алексеенко
- Марина Бодрова (ведущая концертных программ)
- Лауреат Международного конкурса Марина Воронина
- Татьяна Дёмина (сопрано)
- Лауреат международных и межрегиональных конкурсов Лилия Жутова
- Лауреат Всероссийского и Международного конкурса Сергей Лукьянчиков
- Лауреат Всероссийского конкурса Оксана Минина
- Игорь Поляков (артист разговорного жанра)
- Лауреат Международного конкурса Диана ПриПукова
- Лауреат Всероссийского и Международного конкурса Виктория Райкина
- Александр Романов (ведущий концертных программ)
- Лауреат международных фестивалей и Всероссийских конкурсов Надежда Салькова
- Алексей Симоновский (гитара)
- Елена Сладкова (ведущая концертных программ)
- Лауреат Международного конкурса Сергей Сусленков
- Лауреат Международного конкурса Татьяна Угримова
- Лауреат Всероссийского и Международного конкурса Оксана Числова
- Лауреат Всероссийского и Международного конкурса Михаил Гришин
- Алексей Шинкевич (ведущий концертных программ)
- Светлана Шпагина (лирико-колоратурное сопрано)
- Лауреат всероссийских и международных конкурсов и фестивалей Анна Белякова
- Виктор Сорокин (фьюжн-группа "Интервью" /в последующем "Мономах"/, группа "Салют")
- Геннадий Феоктистов (коллектив "Фанты", позже коллектив "Электрон")
- Игорь Киселёв (коллективы: "Целотон" /Тула/, "Вдохновение" /Тула/, гастрольный коллектив "Поют Гитары" /"МосКонцерт", г. Москва/)
- Александр Дунаев (группа "Экзерсис")
- Александр Бычков

### Детская филармония
- Детский народный фольклорный ансамбль «Ладушки»[9]
- Фольклорный ансамбль «Усладушка»
- Детский музыкальный театр «Орфей»
- Детская эстрадно-вокальная студия «Фантазёры»
- Хореографический ансамбль «Млечный путь»
- Образцовый ансамбль танца «Непоседы»
- Образцовый ансамбль танца «Ника»
- Народный цирк «Ералаш»
- Студия юных ведущих «Лимпопо»